# Johannes Gutenberg

Johannes Gutenberg in einem postumen Fantasiebildnis des 17. Jahrhunderts. Authentische Bildnisse Gutenbergs sind nicht überliefert

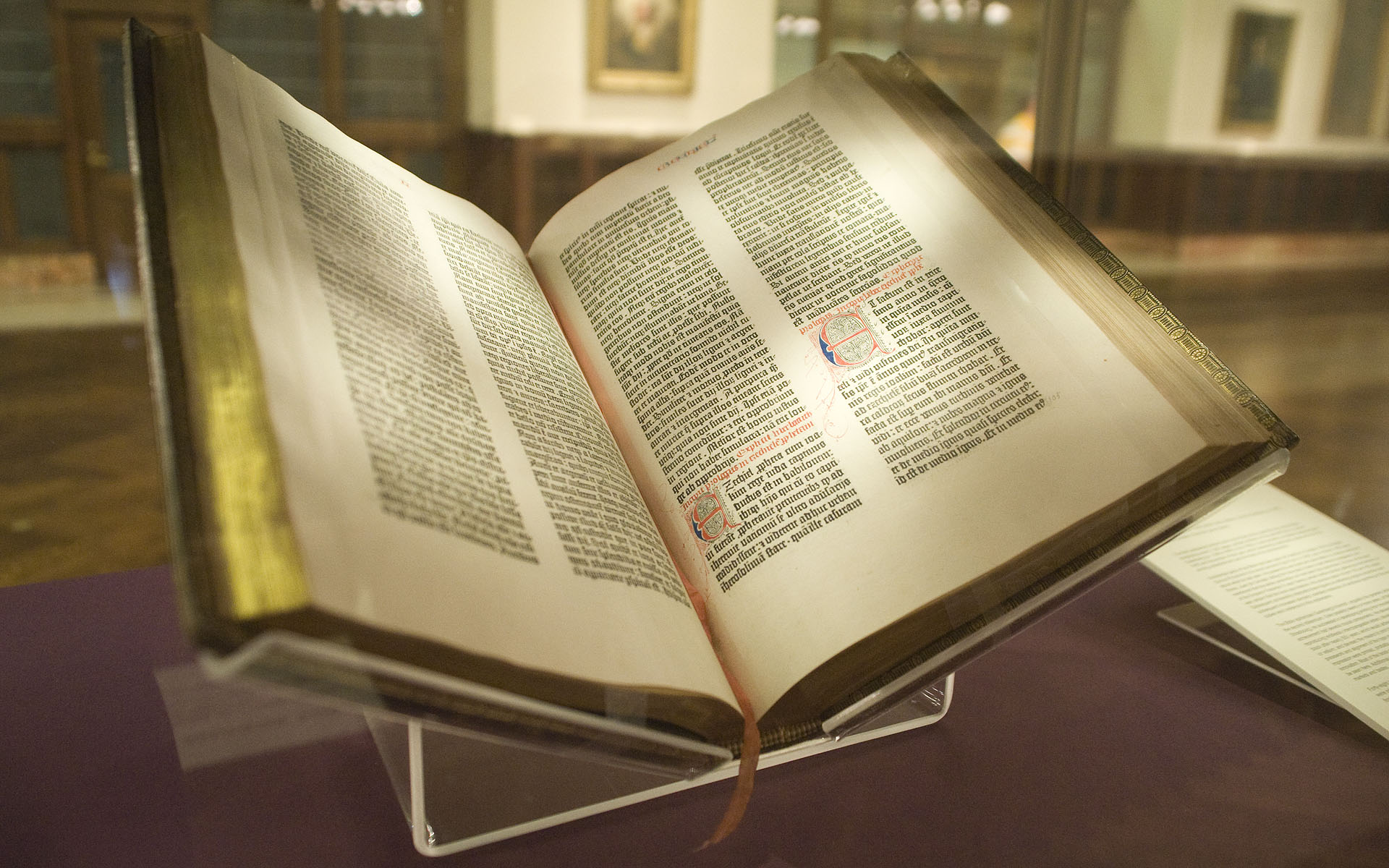
Die 42-zeilige Bibel, das Hauptwerk Gutenbergs

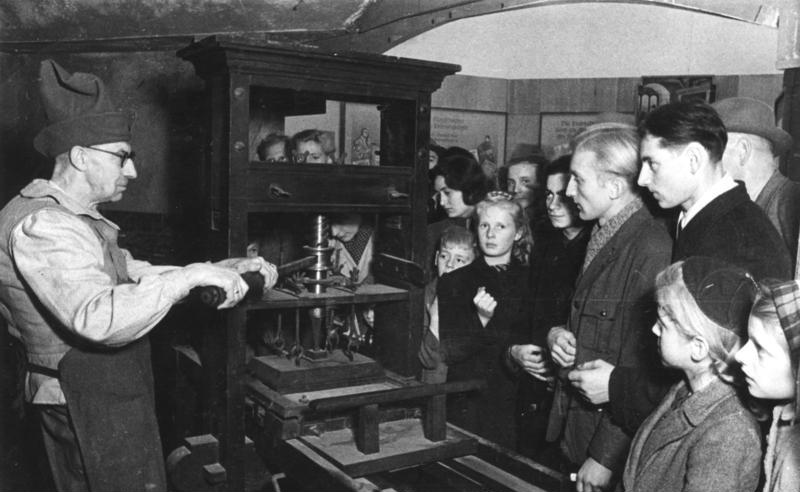
Ein Drucker in historischer Berufstracht an einem Nachbau einer Gutenbergpresse bei der Düsseldorfer Presseausstellung, 1947

Johannes Gensfleisch zur Laden zum Gutenberg (* um 1400 in Mainz; † vor dem 26. Februar 1468 ebenda), gilt als Erfinder des modernen Buchdrucks mit beweglichen Metalllettern (Mobilletterndruck) und der Druckerpresse.
Die Verwendung von beweglichen Lettern ab 1450 revolutionierte die herkömmliche Methode der Buchproduktion (das Abschreiben von Hand) und löste eine Medienrevolution aus. Gutenbergs Buchdruck breitete sich schnell in Europa und später in der ganzen Welt aus (siehe Ausbreitung des Buchdrucks) und wird als ein Schlüsselelement der Renaissance betrachtet. Insbesondere sein Hauptwerk, die Gutenberg-Bibel, zwischen 1452 und 1454 entstanden, wird allgemein für ihre hohe ästhetische und technische Qualität gerühmt.
Zu Gutenbergs zahlreichen Beiträgen zur Buchdruckerkunst gehören neben der Verwendung beweglicher Lettern und eines Handgießinstruments auch die Entwicklung einer besonders praktikablen Legierung aus Zinn, Blei und Antimon und einer ölhaltigen schwarzen Druckfarbe. Zudem entwickelte er die Druckerpresse. Das besondere Verdienst Gutenbergs liegt darin, alle Komponenten zu einem effizienten Produktionsprozess zusammengeführt zu haben, der erstmals die manufakturmäßige Herstellung von Büchern mit identischem Text ermöglichte. 1997 wurde Gutenbergs Buchdruck vom US-Magazin Time zur bedeutendsten Erfindung des zweiten Jahrtausends gewählt, und 1999 kürte das amerikanische A&E Network den Mainzer zum „Mann des Jahrtausends“.

## Leben

### Herkunft und Jugend

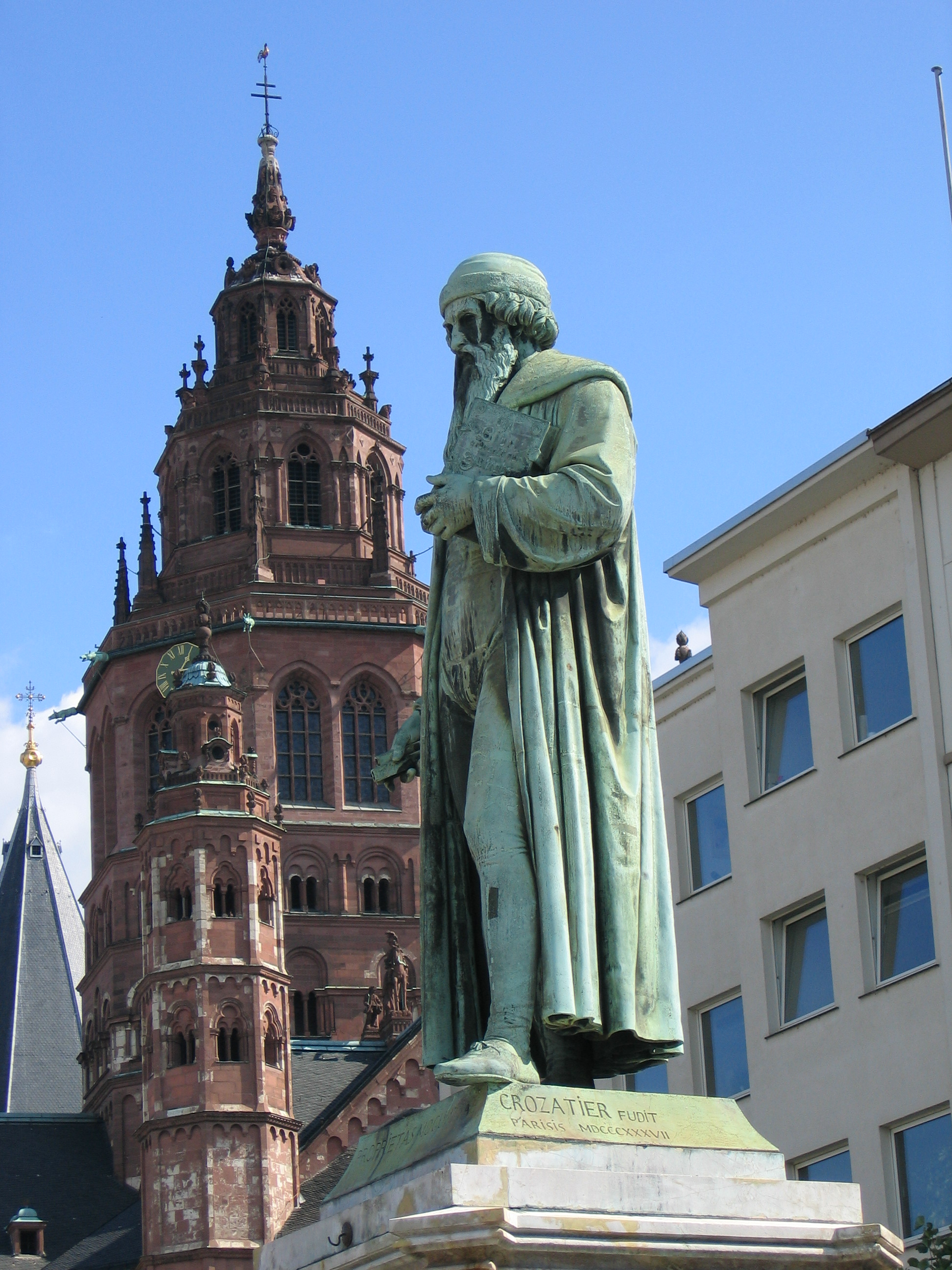
Mainzer Gutenberg-Denkmal am Gutenbergplatz, im Hintergrund der Dom

Johannes Gutenberg wurde um 1400 als drittes Kind des Patriziers und Kaufmanns Friedrich (Friele) Gensfleisch und dessen zweiter Frau Else Wirich wahrscheinlich in Mainz im elterlichen Hof zum Gutenberg geboren. Er wurde möglicherweise am oder um den 24. Juni in seinem Geburtsjahr getauft. Da sich sein Geburtsdatum nicht genau feststellen lässt, legte die Gutenberg-Gesellschaft am Ende des 19. Jahrhunderts das Geburtsjahr auf 1400 fest, um anschließend im Jahre 1900 seinen 500. Geburtstag zu feiern. Der Beiname „zum Gutenberg“ wurde von der Familie erst ab den 1420er Jahren hinzugefügt. Familiennamen waren damals noch unstet; vielerorts war es üblich, den Geburtsnamen mit dem Namen des jeweiligen Hausbesitzes zu ergänzen oder durch diesen zu ersetzen. Es wird vermutet, dass er in der nahe seinem Geburtshaus liegenden Kirche St. Christoph getauft wurde.
1411 zogen 117 Patrizier kurzfristig aus Mainz aus, um in einer Auseinandersetzung mit den Zünften ihrem Anspruch auf die Privilegien der Steuer- und Zollfreiheit Nachdruck zu verleihen. Darunter war auch Vater Gensfleisch mit seinen Kindern. Mit hoher Wahrscheinlichkeit zog die Familie nach Eltville, wo sie aus mütterlichem Erbe ein Haus besaß. 1413 zwangen Hungerkrawalle die Familie, Mainz erneut zu verlassen.
Als Sohn eines wohlhabenden Patriziers hat Gutenberg wahrscheinlich eine Lateinschule besucht. Zum Stift St. Viktor vor Mainz hatte die Familie eine enge Beziehung, und Gutenberg trat später in die St.-Viktor-Bruderschaft ein. Dies lässt den Besuch der Klosterschule vermuten.
Ein Universitätsstudium lässt sich im Hinblick auf seine späteren Tätigkeiten ebenfalls vermuten. In den Matrikelbüchern der Universität Erfurt findet sich ein Eintrag zu einer Immatrikulation eines Johannes de Alta Villa (Eltville) im Sommersemester 1418. Fraglich ist, ob es sich hier um Johannes Gutenberg handelte.
Ein erstes Dokument, das Gutenberg namentlich erwähnt, stammt aus dem Jahre 1420. Die Notiz berichtet über Erbstreitigkeiten der Geschwister Gutenberg und einer Halbschwester nach dem Tod von Friele Gensfleisch senior 1419. Über den Ausgang wird nicht berichtet, allerdings belegt diese Quelle die Rechtsmündigkeit (älter als 14 Jahre) Gutenbergs zu diesem Zeitpunkt, da er nicht durch einen Vormund vertreten wurde.
Der Aufenthaltsort und die Tätigkeiten Gutenbergs in den 1420er Jahren sind unbekannt. Nach einer neuerlichen Abwanderungswelle im Zuge weiterer Auseinandersetzungen zwischen Zünften und Patriziern 1429 wird durch zwei Quellen nur belegt, dass Gutenberg sich nicht in Mainz aufhielt. Zum einen vertrat ihn seine Mutter bei Verhandlungen über den Erhalt einer Leibrente, zum anderen wurde er im Sühnevertrag des Mainzer Erzbischofs Konrad III. 1430 erwähnt. Dieser bot den Geflohenen eine Rückkehr ohne Auflagen an. Gutenberg lehnte das Angebot ab und blieb der Stadt fern.

### Straßburger Jahre

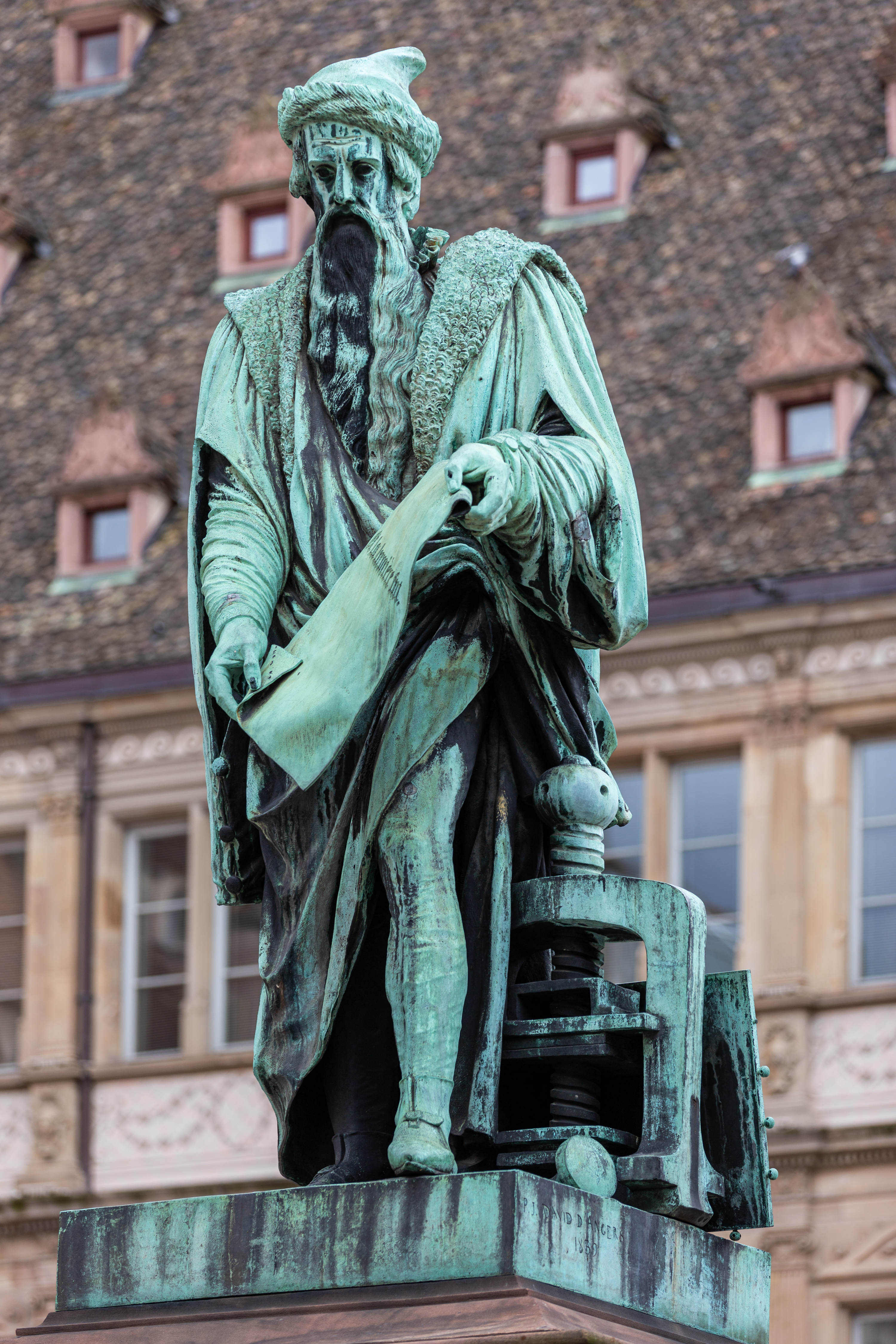
Gutenberg-Denkmal in Straßburg

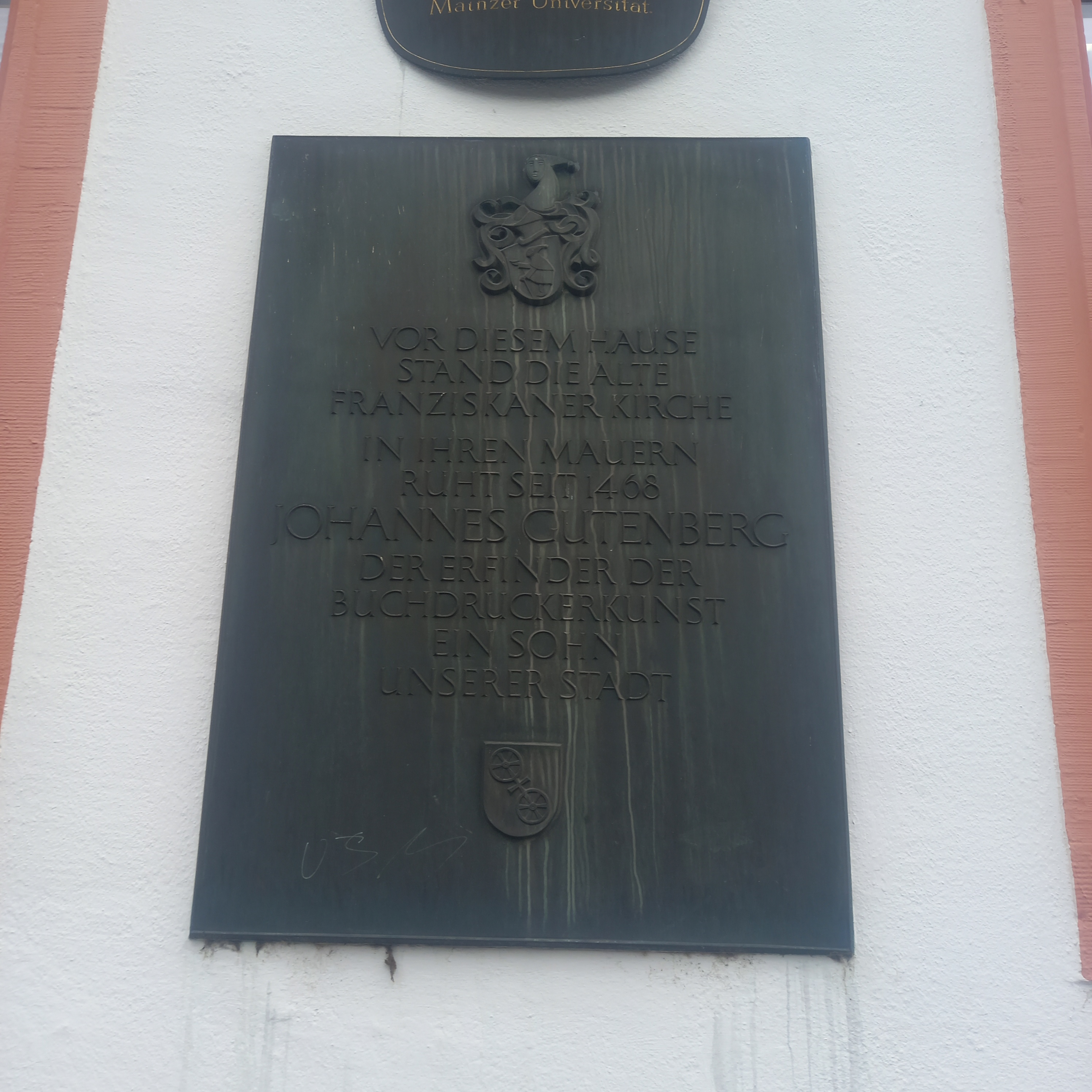
Gedenktafel für das Grab von Johannes Gutenberg an der Alten Universität in Mainz

Ab 1434 und bis 1444 lässt sich der Aufenthalt Gutenbergs in Straßburg belegen. Um ausstehende Rentenzahlungen der Stadt Mainz einzufordern, veranlasste er im März 1434 eine Schuldhaft des durchreisenden Mainzer Stadtschreibers Nikolaus Wörstadt. Um das Wohlwollen der Stadt Straßburg nicht zu gefährden, entließ er ihn kurz darauf, und Mainz beglich 1436 die Schulden.
Rückschlüsse auf Gutenbergs geschäftliche und handwerkliche Tätigkeiten in Straßburg sind durch die Gerichtsakten des sogenannten Dritzehn-Prozesses möglich. 1437 nahm er Andreas Dritzehn in die Lehre, um ihm das „Polieren von Edelsteinen“ (Münz- und Goldschmiedehandwerk) beizubringen. Zusätzlich gründete er eine Finanzierungsgesellschaft mit mehreren Teilhabern zur Vorfinanzierung eines neuen technischen Verfahrens. Darüber hinaus hatte er eine vertragliche Vereinbarung mit dem Vogt Hans Riffe von Lichtenau zur Produktion von Wallfahrtsandenken. Zusammen mit Andreas Dritzehn sollte er Wallfahrtsspiegel aus einer Blei-Zinn-Legierung für die Aachen-Wallfahrt im Jahre 1439 herstellen.
Aufgrund einer Pestepidemie fand die Wallfahrt jedoch erst im Jahre 1440 statt. Andreas Dritzehn starb 1439 vor ihrer Vollendung, und seine Brüder Georg und Klaus versuchten, sich in die Gesellschaft einzuklagen und einen Teil des investierten Kapitals zurückzufordern. Aus den Gerichtsakten geht hervor, dass ein weiteres Projekt in Arbeit war, das Unternehmen „aventur und kunst“, wobei „Kunst“ im damaligen Sprachgebrauch als „handwerkliches Können“ zu verstehen ist. Johannes Gutenberg, Hans Riffe, Andreas Dritzehn und Andreas Heilmann hatten dafür einen zusätzlichen Vertrag abgeschlossen. In den Protokollen der Zeugenbefragungen finden sich unter anderem Aussagen zum Einkauf von Blei und dem Bau einer Presse. Es wird vermutet, dass dies die ersten Schritte für Gutenbergs spätere Entwicklungen waren. Von 1441 bis 1444 wird Gutenberg mehrfach in den Steuerlisten der Stadt Straßburg aufgeführt. Danach ist sein Aufenthaltsort unbekannt.

### Rückkehr nach Mainz
Durch Quellen belegt ist sein Aufenthalt in Mainz erst wieder ab Oktober 1448. Er schloss einen Kreditvertrag in Höhe von 150 Gulden mit seinem Vetter Arnold Gelthus ab. Es wird vermutet, dass Gutenberg das Darlehen in den Aufbau einer Druckwerkstatt im Humbrechthof investierte. Er suchte Kontakt zu weiteren Geldgebern wie dem Mainzer Kaufmann Johannes Fust. Dieser gab ihm um 1449 einen zinslosen Kredit von 800 Gulden und erhielt dafür als Pfand die vom Geld angeschafften Gerätschaften.
Um 1450 waren Gutenbergs Experimente so weit fortgeschritten, dass er mit dem Satz und Druck von Einblattdrucken und Büchern beginnen konnte. Die frühen Drucke, die Gutenberg zugeordnet werden, lassen sich in zwei Gruppen aufteilen: zum einen Kleindrucke, wie Wörterbücher, Kurzgrammatiken, Ablassbriefe und Kalender, die mit der Donat-Kalender-Type gesetzt wurden, und zum anderen die lateinische Bibel (Gutenberg-Bibel oder B42).
1452 gab Fust ein zweites Darlehen von 800 Gulden, um das gemeinsame „Werck der Bucher“ verwirklichen zu können. Hierbei handelte es sich wahrscheinlich um die Herausgabe der 42-zeiligen Bibel. Ein wichtiges Dokument, das über diese geschäftliche Beziehung zwischen Gutenberg und Fust informiert und zugleich auch deren Ende dokumentiert, ist das Helmaspergersche Notariatsinstrument vom 6. November 1455: Fust warf Gutenberg vor, die Gelder, die ausschließlich für den Druck der Bibel bestimmt waren, für andere Druckvorhaben zweckentfremdet zu haben. Im Rechtsstreit unterlag Gutenberg und er musste die Werkstatt und den Lagerbestand der B42 an Fust abtreten. Fust führte mit Gutenbergs Mitarbeiter Peter Schöffer das Geschäft mit Erfolg weiter, während Gutenberg in sein Elternhaus Hof zum Gutenberg zurückkehrte, um dort erneut eine Druckerei zu gründen.
Da der Mainzer Jurist Dr. Konrad Humery 1468 Druckgeräte aus Gutenbergs Nachlass erhielt, wird von einer geschäftlichen Partnerschaft der beiden ausgegangen, die es Gutenberg ermöglichte, weiterhin in einer Druckwerkstatt zu arbeiten. 1465 wurde Johannes Gutenberg von Adolf von Nassau in sein Hofgesinde aufgenommen. Als Hofmann erhielt er jährlich Kleidung, Korn und Wein und wurde zusätzlich von Diensten und Steuern befreit.
Er lebte bis zu seinem Tod im Algesheimer Hof in unmittelbarer Nachbarschaft zu seinem Geburtshaus Hof zum Gutenberg und seiner Taufkirche St. Christoph in der Mainzer Altstadt.
Gutenbergs genauer Todestag ist nicht bekannt. Die verbreitete Ansicht, er sei am 3. Februar 1468 gestorben, leitet sich aus einer Angabe ab, die 1913 der als wiederholter Fälscher von Geschichtsquellen erwiesene Lokalhistoriker Ferdinand Wilhelm Emil Roth in der Darmstädter Zeitung veröffentlichte und die angeblich lautete:

„Anno domini MCCCCLXVIII uf sant Blasius tag starp der ersam meinster (!) Henne Ginsfleiß, dem got genade.“

Da niemand außer Roth diese Notiz bislang gesehen hat, ist dieses weitverbreitete Todesdatum wahrscheinlich nicht richtig. Die zuverlässigste Quelle für Gutenbergs Todesdatum ist die notariell beglaubigte Bestätigung des Konrad Humery, in der dieser bezeugt, vor dem 26. Februar 1468 eine Druckerpresse aus dem „Nachlass“ Gutenbergs erhalten zu haben. Sicher ist damit nur: Gutenberg ist vor dem 26. Februar 1468 verstorben. Beerdigt wurde Gutenberg, wie aus dem Nachruf eines Verwandten hervorgeht, in der Mainzer Franziskanerkirche. Diese wurde allerdings nach zahlreichen Umbauten im 18. Jahrhundert abgerissen und durch einen Neubau ersetzt. Gutenbergs Grab ist deshalb nicht mehr auffindbar.
Von Gutenberg sind keine authentischen Bildnisse überliefert.

### Gesicherte biografische Daten
Laut Andreas Venzke und Angaben der Staats- und Universitätsbibliothek Göttingen sind die gesicherten Lebensstationen nur die hier folgenden:
| Zeitraum  | |
| --------- | --- |
| 1394–1408 | Gutenberg wird in diesem Zeitraum als Mainzer Bürger geboren. |
| 1420–1428 | Hält sich auf jeden Fall 1420 und 1427/28 in Mainz auf. |
| 1430      | Ist aus Mainz „ausgefahren“. |
| 1434–1444 | Lebt in (der Nähe von) Straßburg und leitet verschiedene Geschäftsgemeinschaften, die auch mit dem „Drucken“ zu tun haben. |
| 1448–1457 | Lebt in Mainz, hat eine Geschäftsgemeinschaft gegründet und druckt die Bibel. |
| 1455      | Im Notariat des Ulrich Helmasperger wird beglaubigt, dass Fust Gutenberg eine Summe von 1550 Gulden vorgestreckt habe, die er selber habe leihen und zu sechs Prozent verzinsen müssen. Das Darlehen war also von Gutenberg mit Zinsen (insgesamt 2020 Gulden) an Fust zurückzuzahlen. Da Gutenberg der Aufforderung nicht nachkommen konnte, musste er die Druckerwerkstatt mit den fast fertigen Bibeln, die er als Sicherheit eingesetzt hatte, an Fust übergeben, der die Arbeit Gutenbergs zu Ende brachte. |
| 1465      | Adolf II. von Nassau, Erzbischof von Mainz, ernennt Gutenberg mit Urkunde vom 17. Januar 1465 in der Kurfürstlichen Burg zu Eltville zum Hofedelmann und lässt ihm ein Hofkleid, 2180 Liter Korn und 2000 Liter Wein übersenden. |

## Gutenbergs Druckverfahren
Gutenberg erfand den Buchdruck durch Adaption und Verbesserung bereits bekannter Reproduktions- und Druckverfahren und deren Kombination zu einem Gesamtsystem. So waren der Metallguss, die Handpresse, der Blockdruck (Holztafeldruck) und Verfahren wie Modeln und Stempeln bereits bekannt. Die bahnbrechende Leistung Gutenbergs bestand darin, dass er den Guss metallener Drucklettern, die Druckerpresse und eine verbesserte Druckfarbe erfand und diese Neuerungen zum Buchdruck mit beweglichen Lettern zusammenführte.

### Guss der Lettern
Eine entscheidende Entwicklung Gutenbergs war die Herstellung metallener Lettern durch Guss. Damit konnten die Lettern einzeln, schneller und feiner hergestellt werden. Dazu gehört auch Gutenbergs Erfindung des Handgießinstruments. Dieses bestand aus Holz mit zwei metallenen Backen.
Die Lettern bestanden aus einer Legierung aus Zinn, Blei, Antimon und etwas Wismut. Gutenberg fertigte aus hartem Metall von jedem Zeichen eine erhabene, seitenverkehrte Form (Patrize) an, die dann in Kupfer eingeschlagen wurde. Die im Kupfer entstandene vertiefte Form der Letter bildete die negative Form (Matrize). In diese Negativform wurde mit Hilfe des Handgießinstruments die flüssige Legierung gegossen. Die eingesetzte Matrize wurde durch einen Metallbügel gehalten. Nach dem Erkalten wurden die Typen auf gleiche Länge gebracht und in Setzkästen sortiert.

### Druckpresse
Gutenbergs Konstruktion einer Druckerpresse war wahrscheinlich eine Weiterentwicklung und Umgestaltung einer Spindelpresse (siehe auch Handpresse). Diese wurden schon länger bei der Papier- und Weinherstellung eingesetzt. Das Drehen der Spindel mit Hilfe des Pressbengels bewirkte die Abwärtsbewegung einer senkrechten Metallplatte (Tiegel), die den entstehenden Druck gleichmäßig auf die Unterlage mit dem Druckstock verteilte. Die Unterlage befand sich auf einem bewegbaren Karren, der einen einfachen Zugang ermöglichte. Am Karren befestigt war ebenfalls der mehrteilige aufklappbare Deckel, in den das bedruckbare Material eingelegt wurde.

### Satz und Druck

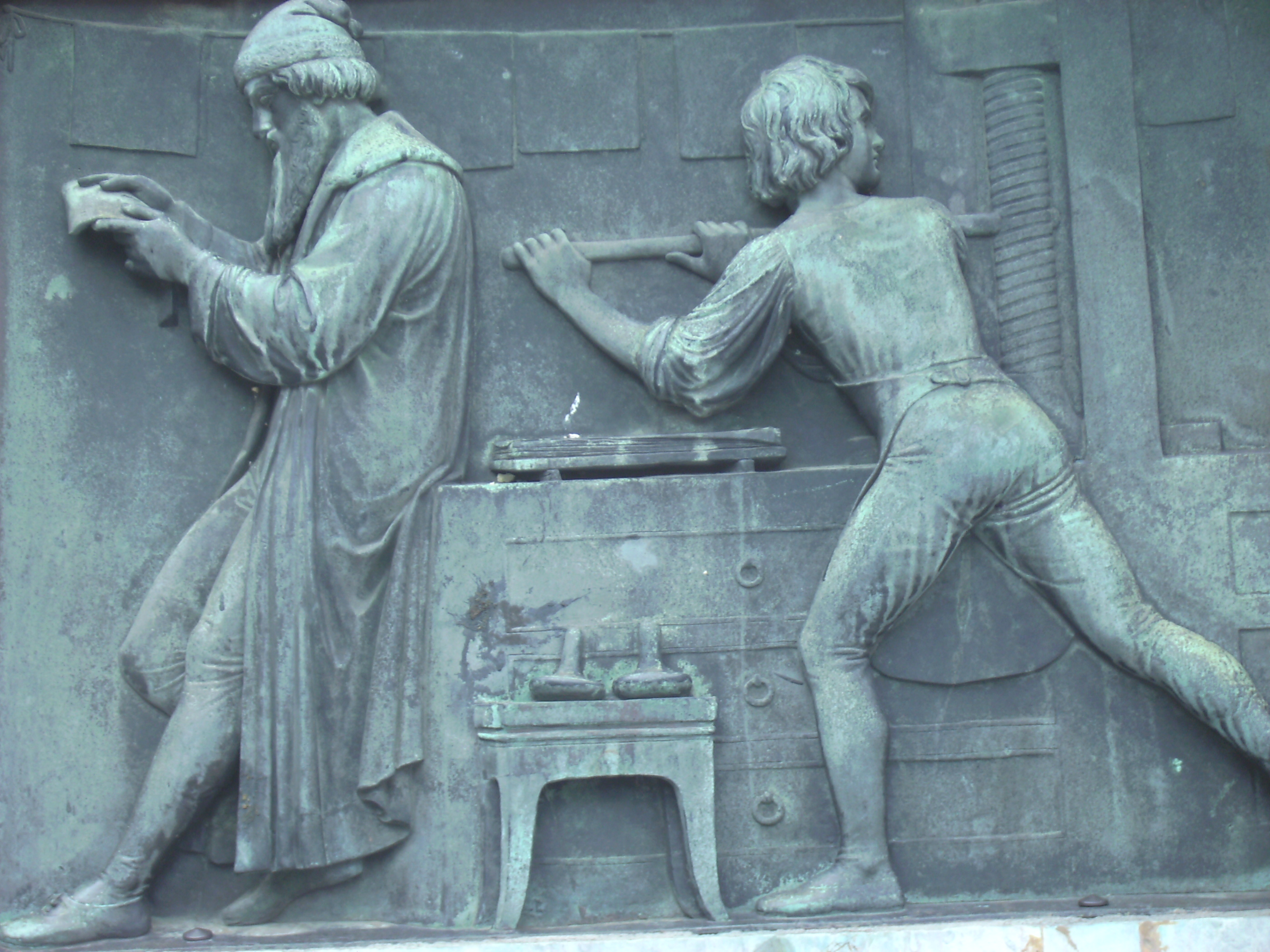
Relief Druckerwerkstatt am Gutenberg-Denkmal (Mainz)

Die Metall-Lettern wurden mit Hilfe eines Winkelhakens zu Zeilen zusammengefügt. Ein gleichmäßiger Abstand zwischen den Buchstaben und Zeilen wurde durch Blindmaterial erreicht. Der gleichmäßige Blocksatz der B42 entstand durch die Verwendung unterschiedlich breiter Typen, Ligaturen und Abkürzungszeichen. Insgesamt konnten bei dem Bibeldruck 290 verschiedene Typen ausgemacht werden.
Die in dem Winkelhaken gesetzten Zeilen wurden anschließend in einem Setzschiff zu einer Seite oder Spalte zusammengestellt. Dieser Satz wurde mittels eines Druckerballens (ein Ledersäckchen aus Hundeleder, das mit Pferdehaaren gefüllt war) mit Druckfarbe bestrichen und in die Presse eingelegt. Vor dem Druck befeuchtete man das Papier, wodurch sich seine Poren öffneten. In die Poren des Blatts wird beim Drucken die Farbe aufgenommen. Nach dem Trocknen schließen sich die Poren und umschließen somit die Druckfarbe nachhaltig. Das vorbereitete Papier wurde am Pressdeckel mit Punkturen befestigt und mit einem Holzrahmen vor der Aufnahme von Farbe an nicht zu bedruckenden Stellen geschützt. Der eingefärbte Satz wurde mit Druck auf das Papier übertragen (Hochdruckverfahren). Durch die Punkturen konnte der Druck der Rückseite (Widerdruck) dem Schöndruck der Vorderseite genau angepasst werden, sodass sich die Satzspiegel nicht überlappten. Die Lettern hielten dem großen Druck der Presse stand und konnten mehrfach verwendet werden. Bis dahin wurden Druckplatten zumeist aus Holz hergestellt, die Unikate waren (Holztafeldruck), oder als Letterndruck mit als Unikaten gefertigten Lettern.

### Druckfarbe
Die bis dahin übliche dünnflüssige Druckfarbe war zwar für den Holztafeldruck geeignet, für die Bleilettern entwickelte Gutenberg jedoch eine Emulsion aus Leinölfirnis und Ruß, die hinreichend zähflüssig (Viskosität) war und schneller trocknete, was den Druck auf Vorder- und Rückseite eines Bogens ermöglichte. Für die Herstellung des Leinölfirnis, die viel Zeit und große Aufmerksamkeit erforderte, wurde als Indikator ein Stück Ölbrot benutzt. Weitere mögliche beteiligte Stoffe an der Druckfarbe des frühen Buchdrucks waren Terpentin, Harzpech, schwarzes Pech, Schwefelkies, Zinnober, Harz, Galläpfel, Vitriol und Schellack. Bei den ersten Drucken wurde die Presse nur zum Druck der schwarzen Textelemente benutzt. Die Auszeichnungen (Rotzeichnungen) wurden nachträglich per Hand eingefügt.

## Gutenberg-Bibel

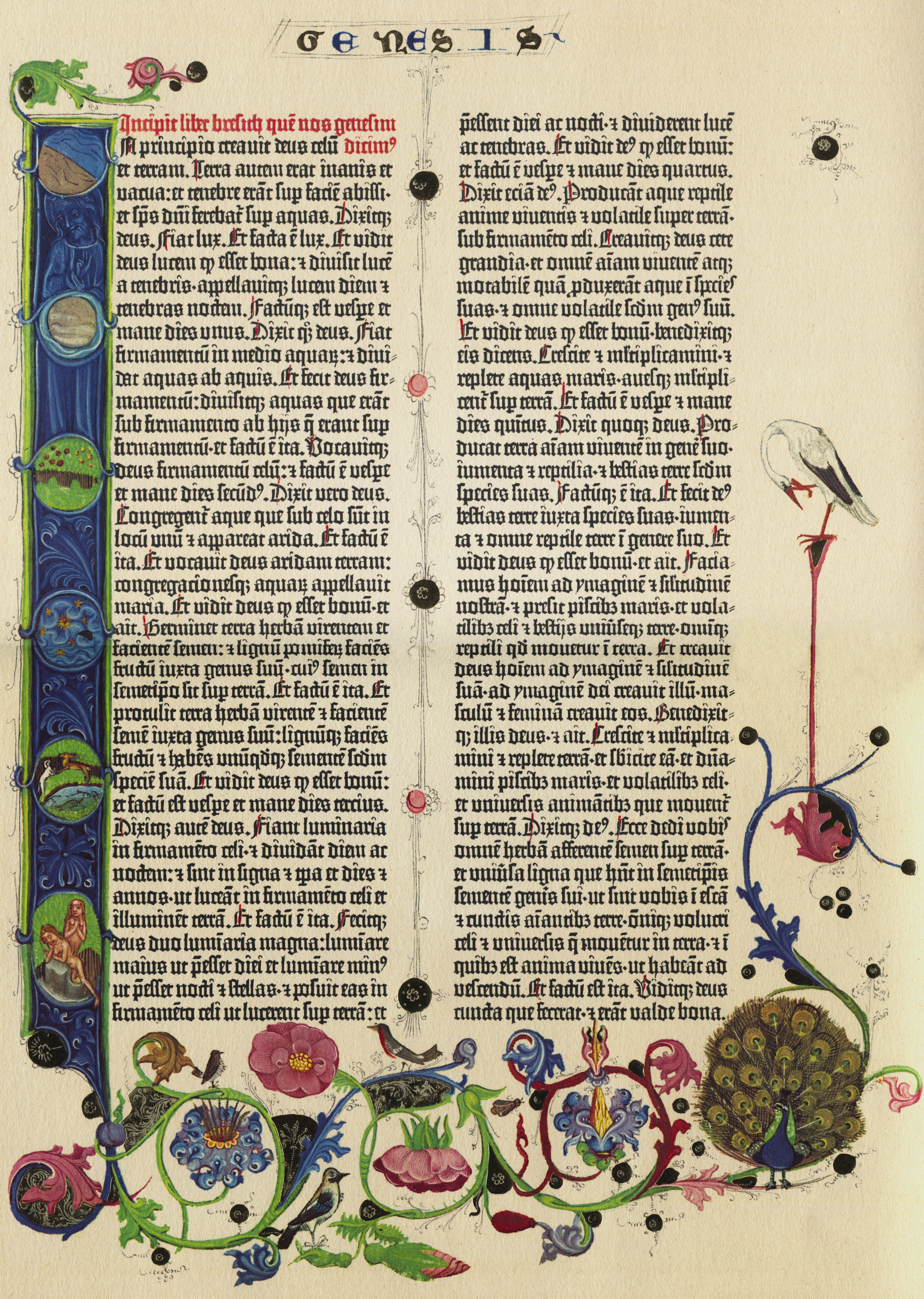
Gutenberg-Bibel, Staatsbibliothek zu Berlin

Gutenberg druckte nach dem oben beschriebenen Verfahren und nach Vorlage einer Vulgata die 42-zeilige sogenannte Gutenberg-Bibel (abgekürzt B42). Die Gutenberg-Bibel gilt noch heute als eines der schönsten Erzeugnisse der Druckkunst, was oft damit begründet wird, dass sie nach über 500 Jahren noch aussieht wie zur Zeit ihrer Entstehung. Dies ist der Qualität des verwendeten Papiers bzw. Pergaments zu verdanken sowie Gutenbergs außerordentlicher Sorgfalt beim Satz. Tatsächlich ist für die Schönheit dieser Bibel die Schrifttype und deren Komposition verantwortlich, die etwa einer Textura und Schwabacher entsprechen.
Der italienische Professor Bruno Fabbiani stellte 2003 die These auf, die 42-zeilige Gutenberg-Bibel sei nicht mit Einzellettern, sondern mit ganzen Druckplatten gedruckt worden. Seine Behauptung fand keinen Widerhall in der Wissenschaft und wurde von den Kuratoren des Mainzer Gutenberg-Museums als „absurd“ zurückgewiesen.

## Drucke neben der Gutenberg-Bibel
In den Frühdrucken befinden sich keine Druckermarken oder Angaben im Kolophon, die Gutenberg als Drucker bestätigen. Deswegen erweist sich die Rekonstruktion seiner Tätigkeiten als schwierig. Da die Typen der Donat-Kalender-Type und der B42 erst nach Gutenbergs Tod wieder auftauchten und vermutlich an Schöffer verkauft wurden, hatten sie sich bis dahin wahrscheinlich im Besitz Gutenbergs befunden. Beachtet werden sollte auch, dass die meisten Forscher die Existenz einer weiteren Druckwerkstatt in Mainz (neben der von Fust/Schöffer und der von Gutenberg) in der Anfangsphase des Buchdrucks ausschließen und von weiteren Druckereien in Deutschland erst ab ca. 1460 die Rede ist. Diese Umstände und die Tatsache, dass Fust und Schöffer den Großteil ihrer Drucke mit Namen versahen, führt dazu, dass Gutenberg die aufgelisteten Drucke zugeschrieben werden. Diese dürften Gutenberg ein Einkommen gesichert haben. „Es handelt sich dabei vornehmlich um weniger umfangreiche Werke, die Abnehmer aus den verschiedensten Leserkreisen ansprachen. Für diese Kleindrucke bedurfte es vergleichsweise geringer Investitionen, deren baldige Refinanzierung sich dank kurzer Produktionsdauer und schnellem Absatz abzeichnete.“
Für die aufgelisteten Drucke wurde die Donat-Kalender-Type verwendet (Ausnahme: Catholicon). Sie wird teilweise auch als Gutenbergs „Urtype“ bezeichnet und in die Schriftfamilie der Textura eingeordnet. Im Vergleich zur Textura der B42 fällt die Donat-Kalender-Type größer und gröber aus. Im Laufe ihrer Verwendung wurde die Type immer wieder durch weitere Buchstabenvarianten ergänzt.

### Donate
Vorwiegend handelte es sich hierbei um Drucke der lateinischen Grammatik Ars minor des Aelius Donatus. Dieses Schulbuch gehörte schon in der Handschriftenzeit zu den Standardwerken des Lateinunterrichts. In der Frühdruckzeit konnten die etwa 28 Seiten schnell gesetzt, gedruckt und, auf Grund der hohen Nachfrage, abgesetzt werden. Bis 1468 lassen sich 24 Auflagen, von denen heute nur noch Fragmente erhalten sind, nachweisen. Diese Auflagen sind nicht satzidentisch. Es finden sich 26-, 27-, 28- und 30-zeilige Donate, die alle auf Pergament gedruckt wurden. Satz und Druck scheinen bei diesen Schulbüchern noch nicht ganz ausgereift gewesen zu sein. Diese Donate waren Namensgeber für die Donat-Kalender-Type.

### Ablassbriefe (1454/1455)
Ablassbriefe waren einseitig mit einem formelhaften Text in der Donat-Kalender-Type bedruckt, und die ersten Auflagen erschienen auf Pergament. Nach dem Kauf musste der Gläubige nur noch seinen Namen in das vorgesehene Feld eintragen und ihn bei der nächsten Beichte abgeben. Daraufhin wurden ihm Sündenstrafen erlassen. Die durch den Buchdruck geschaffene Vervielfältigungsmöglichkeit ermöglichte eine hohe Auflage und weite Verbreitung. Ein bis heute erhaltenes Exemplar ist durch eine handschriftliche Notiz auf den 22. Oktober 1454, ein weiteres auf den 26. Januar 1455 datiert.

### Türkenkalender für das Jahr 1455
Diese Flugschrift mit der Überschrift „Eyn manung der cristenheit widder die durken“ war eine Propagandaschrift, die vor den Türken warnen sollte und die Unterstützung zu einem Kreuzzug forderte (Anlass: Eroberung Konstantinopels 1453). Der Kalender begann mit dem 1. Januar 1455, und in jedem Monat wurde, neben den Angaben zum Datum des Neumondes, ein geistlicher oder weltlicher Herrscher zum Widerstand aufgerufen. Obwohl der Text aus paarweise gereimten Versen bestand, wurde er in fortlaufenden Zeilen gesetzt.
Ein bis heute erhaltenes vollständiges Exemplar (Bayerische Staatsbibliothek München, Rar. 1) besteht aus sechs Blättern und lässt Schlussfolgerungen über den Typenbestand zu. Neben den Abkürzungs- und Interpunktionszeichen bestand dieser aus 93 Minuskeln und 15 Majuskeln. Die fehlenden Großbuchstaben K, W, X, Y, Z wurden durch Kleinbuchstaben ersetzt. Daher kann davon ausgegangen werden, dass der verwendete Typensatz der Donat-Kalender-Type ursprünglich für lateinische Texte gedacht war.

### Türkenbulle (1455/1456)
Papst Calixtus III. rief in der am 29. Juni 1455 verkündeten Bulle zu einer Teilnahme und Unterstützung eines Kreuzzuges ab dem 1. Mai 1456 auf. Die lateinischen und deutschen Ausgaben (Übersetzung durch den Bischof Heinrich Kalteisen von Trondheim) dieser Flugschrift wurden demzufolge in der Zeit zwischen Juni 1455 und April 1456 hergestellt. Ein vollständiges deutsches Exemplar (25 bedruckte Seiten) findet sich heute in der Staatsbibliothek zu Berlin, ein lateinisches in Princeton/USA.

### Provinciale Romanum (1457)
Dieses Verzeichnis aller Erzbistümer und Bistümer wurde in lateinischer Sprache verfasst. Anhand des Zustandes der verwendeten Typen wird der Druck auf 1457 datiert und sein Umfang wird auf zehn Blätter geschätzt. Die erhaltenen Blätter zwei bis neun befinden sich heute in Kiew.

### Aderlass- und Laxierkalender auf das Jahr 1457
Dieser zeittypische medizinische Ratgeber gab die günstigsten Tage zum Aderlassen und Abführen an. Auszüge des Kalenders wurden in Paris gefunden.

### Cisianus, deutsche Ausgabe
Dem gleichen Entstehungszeitraum wird das Merkversgedicht Cisianus zugeordnet. Verwendet wurde es zum Auswendiglernen der Kirchenfeste und Heiligentage. Ein Fragment ist heute in der Universitätsbibliothek Cambridge zu finden.

### Astronomischer Kalender (1457)
Dieser diente zur Erstellung und Deutung von Planetenkonstellationen und Horoskopen. Nach der Analyse des Typenzustandes erfolgte der Druck nach der Türkenbulle. Der Kalender bestand aus sechs Blättern, die erst zusammengeklebt seine vollständige Größe (67 cm × 72 cm) ergaben. Auf der Rückseite eines gefundenen Fragmentes befindet sich ein Probedruck einer Bibelseite mit 40 Zeilen pro Spalte, der mit dem Typenmaterial der B36 gesetzt wurde.

### Sibyllenbuch (ca. 1457)
Von dieser „Sibyllenweissagung“ sind nur wenige Fragmentstreifen erhalten. Daraus ergeben sich kaum Möglichkeiten zur Datierung oder Interpretation. Auffällig bei diesem Druck ist allerdings, dass das Schriftbild keine durchgehenden Linien ergibt, die Typenränder unscharf sind, der Typenabdruck ungleichmäßig ist und der Zeilenabstand ungenügend erscheint. In Frage zu stellen ist, ob bei diesem Druck vielleicht mit dem Gießinstrument und dem Typenguss experimentiert wurde.

### Bibel mit 36 Zeilen

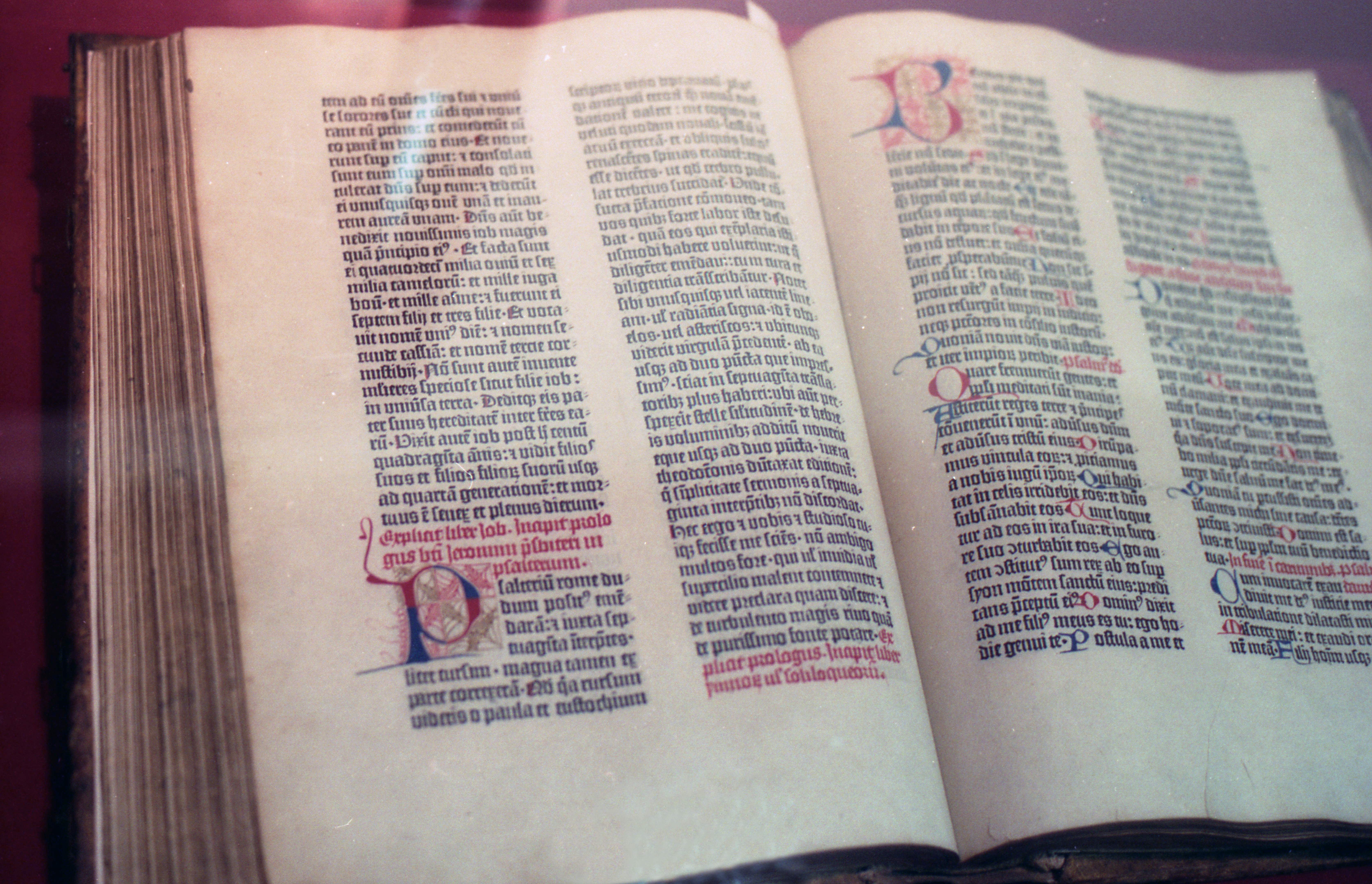
36-zeilige Gutenberg-Bibel (ca. 1461) im Plantin-Moretus-Museum Antwerpen

Gutenbergs Beteiligung am Druck der Bibel mit 36 Zeilen (B36) steht weiterhin zur Diskussion und kann nicht eindeutig belegt werden. Heute sind von dieser Bibelausgabe noch 13 Exemplare und einige Fragmente erhalten. Gedruckt wurde sie mit einer weiterentwickelten Donat-Kalender-Type. Jede Seite ist aufgeteilt in zwei Spalten, die, durch den großen Schriftgrad bedingt, jeweils 36 Zeilen enthalten. Insgesamt umfasste der Druck 1768 Seiten. Die Textvorlage der ersten Seiten ist unbekannt. Die folgenden Seiten wurden nach dem Vorbild der B42 gesetzt, wobei Feinheiten im Satz, wie zum Beispiel der Randausgleich, nicht so exakt ausgearbeitet wurden wie in der Vorlage. Aufschluss über die Entstehungszeit gibt der Vermerk eines Rubrikators auf einem erhaltenen Einzelblatt. Dieser besagt, dass die Rubrikationen 1461 fertiggestellt wurden. Daraus lässt sich auf eine Entstehung zwischen 1458 und 1460 folgern.
Trotz einiger Unregelmäßigkeiten in Satz und Druck wird die Bibel erfahrenen und geübten Setzern und Druckern zugeschrieben. Dies und das verwendete Typenmaterial lassen Spekulationen über eine Beteiligung Gutenbergs zu. Allerdings ergab eine Papieranalyse, dass das verwendete Papier aus Bamberger Papiermühlen stammte. Des Weiteren stammen die meisten der heute erhaltenen Bibeln aus Klosterbesitz aus der Bamberger Region. Albrecht Pfister, ein Bamberger Drucker, verwendete die B36-Type nachweislich ab 1461 und wurde deswegen häufiger als Drucker der B36 genannt. Allerdings ist der Satz seines ersten datierten Drucks (Der Edelstein von Ulrich Boner, 1461) qualitativ nicht mit dem der Bibel zu vergleichen und schließt damit Pfister als Drucker aus. Eventuell verließ ein Mitarbeiter Gutenbergs Druckerei und nahm den Typensatz mit, oder Gutenberg verkaufte sein Typenmaterial und vermittelte von ihm ausgebildetes Personal nach Bamberg, um weitere Arbeiten, wie zum Beispiel das Catholicon, zu finanzieren.

### Catholicon
Das Catholicon ist ein im Jahr 1286 von Johannes Balbus verfasstes Lehr- und Nachschlagewerk zum Verständnis der lateinischen Bibel. Über die Druckgeschichte des Catholicons wird stetig diskutiert, und auch hier ist eine Mitarbeit Gutenbergs weder eindeutig zu belegen noch auszuschließen. Die Ausgaben wurden auf unterschiedlichem Papier gedruckt, das teilweise, durch eine Papieranalyse bestätigt, erst nach 1468 hergestellt wurde. Der Satz und die Typen dagegen weisen eine große Ähnlichkeit auf. Dieses Rätsel konnte bis heute nicht eindeutig geklärt werden.
In einer Ausgabe werden im Kolophon, neben einem Loblied auf die Druckerkunst, auch die Stadt Mainz als Druckort und das Jahr 1460 für den Druck verzeichnet. Ein Name wird allerdings nicht genannt. Dieses Buch besteht aus 726 bedruckten Seiten mit jeweils zwei Spalten. Verwendet wurde der Schriftschnitt einer Gotico-Antiqua. Dieses ist ein deutlich kleinerer Schnitt als bei der sonst verwendeten Donat-Kalender-Type und der Textura. Da Fust und Schöffer bei Drucken aus den Jahren 1459 und 1462 eine andere Variante der Gotico-Antiqua verwendet haben, werden diese als Drucker ausgeschlossen, und Gutenbergs Druckerei wird, zumindest für die Auflage von 1460, als Entstehungsort in Betracht gezogen.

## Gutenbergs Bedeutung

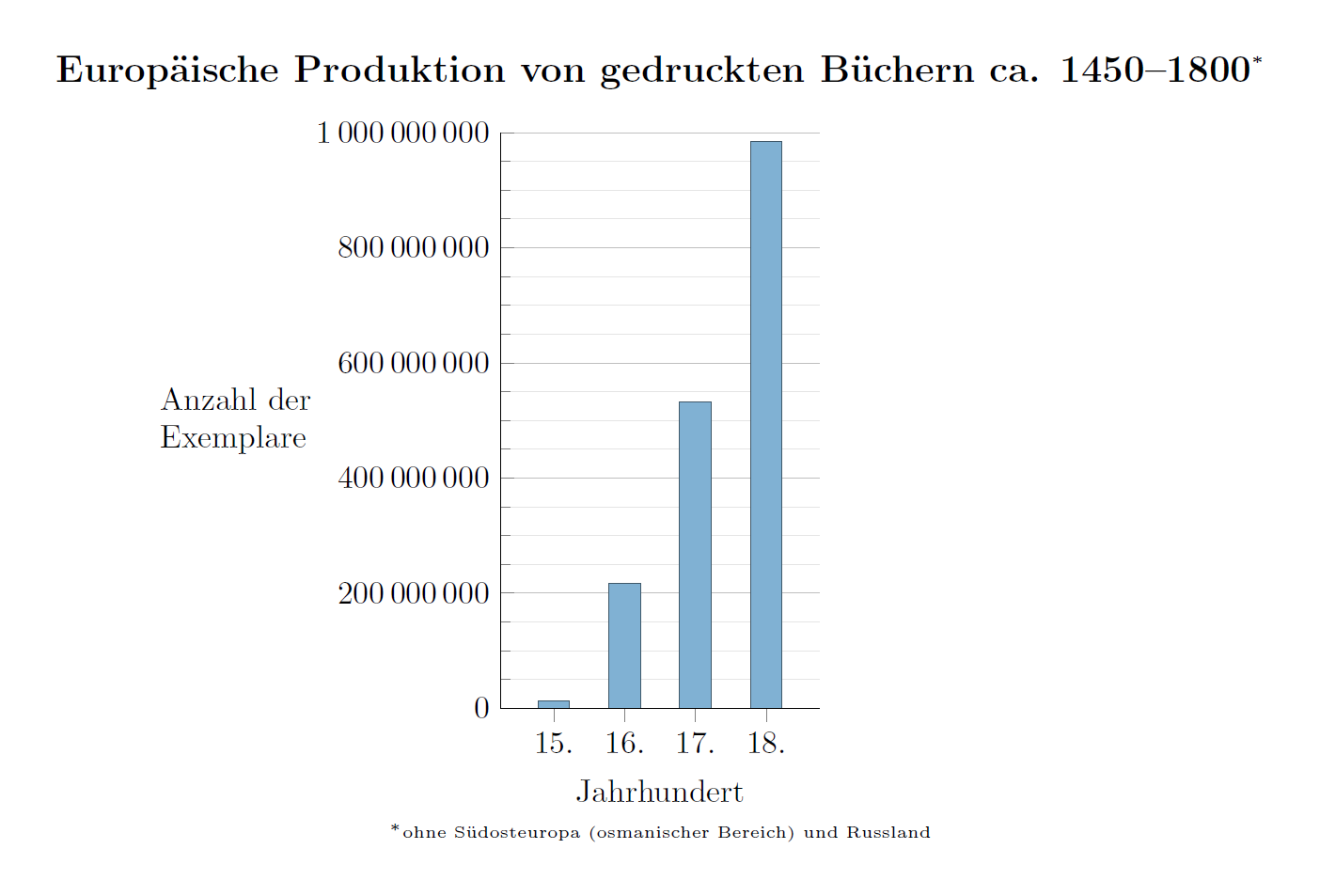
Produktionszahlen gedruckter Bücher in Europa bis 1800

Die Entwicklungen Gutenbergs leiteten eine Medienrevolution ein. Durch das Verfahren mit beweglichen Lettern konnten Bücher schneller, billiger und in größeren Mengen hergestellt werden als zuvor. Druckerzeugnisse gehörten bald zum Alltag und lösten die Handschriften ab. Der Humanismus und die Reformation wurden durch den Buchdruck nicht unwesentlich beeinflusst, er ermöglichte erst deren weite Verbreitung. Das System trug zur Alphabetisierung bei, indem es Texte und somit auch Bildung wesentlich mehr Menschen als zuvor zugänglich machte. Für verschiedene Medienwissenschaftler leitet deswegen die Erfindung aus der Gutenberg-Druckerei einen neuen Zeitabschnitt der Medienentwicklung ein, so zum Beispiel bei Vilém Flusser oder Marshall McLuhan und seiner „Gutenberg-Galaxis“.

## Ehrungen

### Gutenberg-Institutionen
- Gutenberg-Gesellschaft (seit 1900).
- Gutenberg-Museum in Mainz (1900 gegründet, 1901 eröffnet). Der 2018 gegründete Freundeskreis Gutenberg setzt sich für die Modernisierung des Gutenberg-Museums ein.[17]
- Ehemaliges Gutenberg Museum in der Schweiz (gegründet 1900 in Bern, ab 2000 in Freiburg im Üechtland, 2022 geschlossen).
- Gutenberg Stiftung (seit 2009). Ihr Zweck ist, Gutenbergs Erbe zu bewahren und in die Zukunft zu tragen.[18]

### Gutenberg-Feiern, - Ausstellungen, Gutenbergjahre
- 1840: Feiern zum 400. Jubiläum der Erfindung der Buchdruckkunst mit beweglichen Lettern. Aus diesem Anlass entstanden zwei Gedenkmedaillen (siehe die Bilder unten). Für die 400-Jahr-Feier in Leipzig komponierte Felix Mendelssohn Bartholdy einen Festgesang zum Gutenbergfest.
- 1900: Aus Anlass des 500. Geburtstags Gutenbergs wurden die Gutenberg-Gesellschaft sowie die Gutenberg-Museen in Mainz und in Bern gegründet.
- 1968: Gedenken zum 500. Todestag. Aus diesem Anlass Prägung einer 5-DM- und einer 10-Mark-Gedenkmünze.
- 1968: Ausstellung Anfang und Gegenwart des Buchdrucks im Alten Rathaus Leipzig.
- Seit 1968 begeht die Stadt Mainz im Rahmen der Johannisnacht jährlich ein Fest zum Gedenken an Gutenberg.
- 2000: Die Stadt Mainz feierte den 600. Geburtstag Gutenbergs.

Medaillen zur 400-Jahr-Feier der Erfindung des Buchdrucks 1840
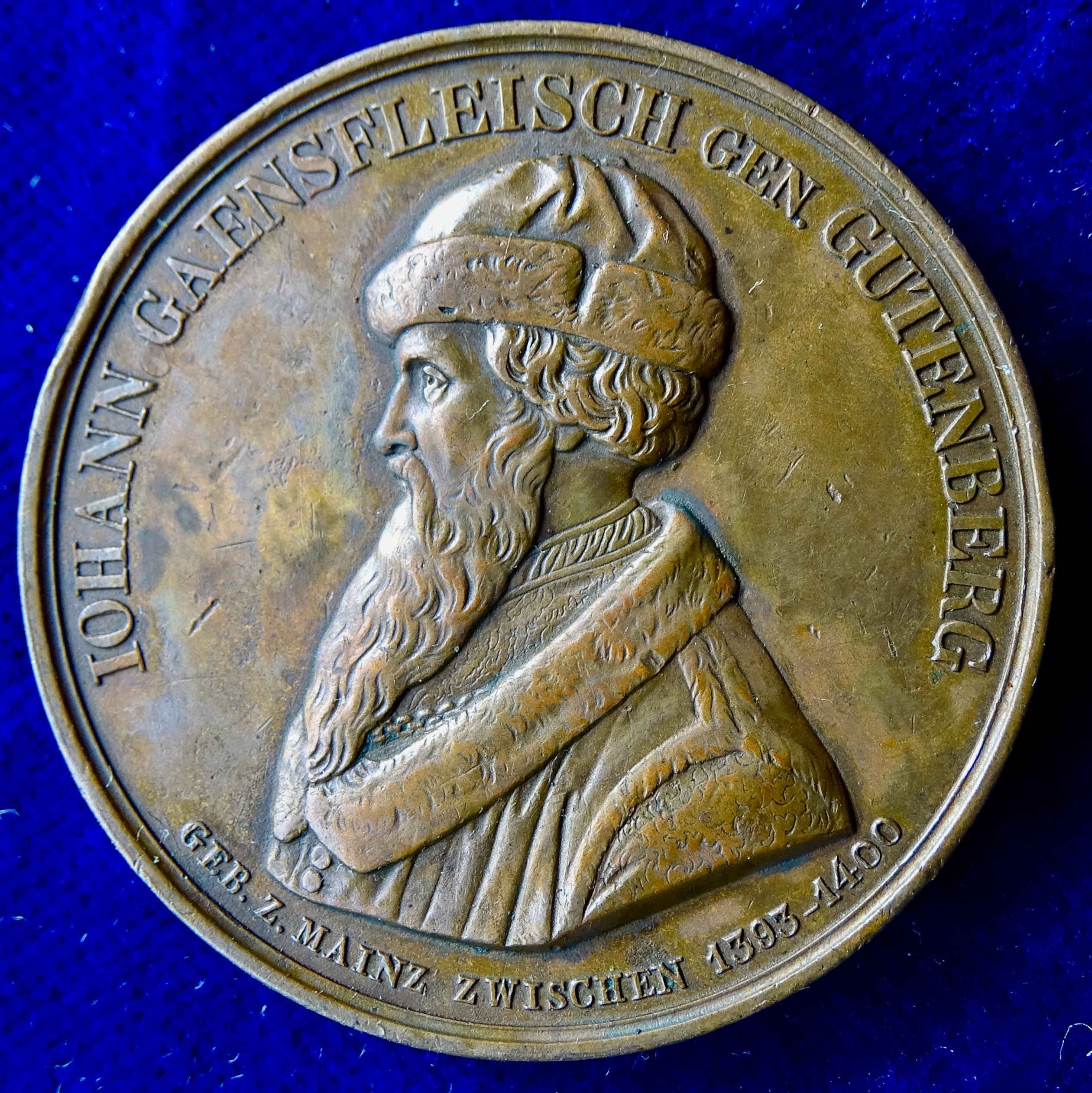
Medaille von Friedrich Anton König zur 400-Jahr-Feier in Berlin, Vorderseite
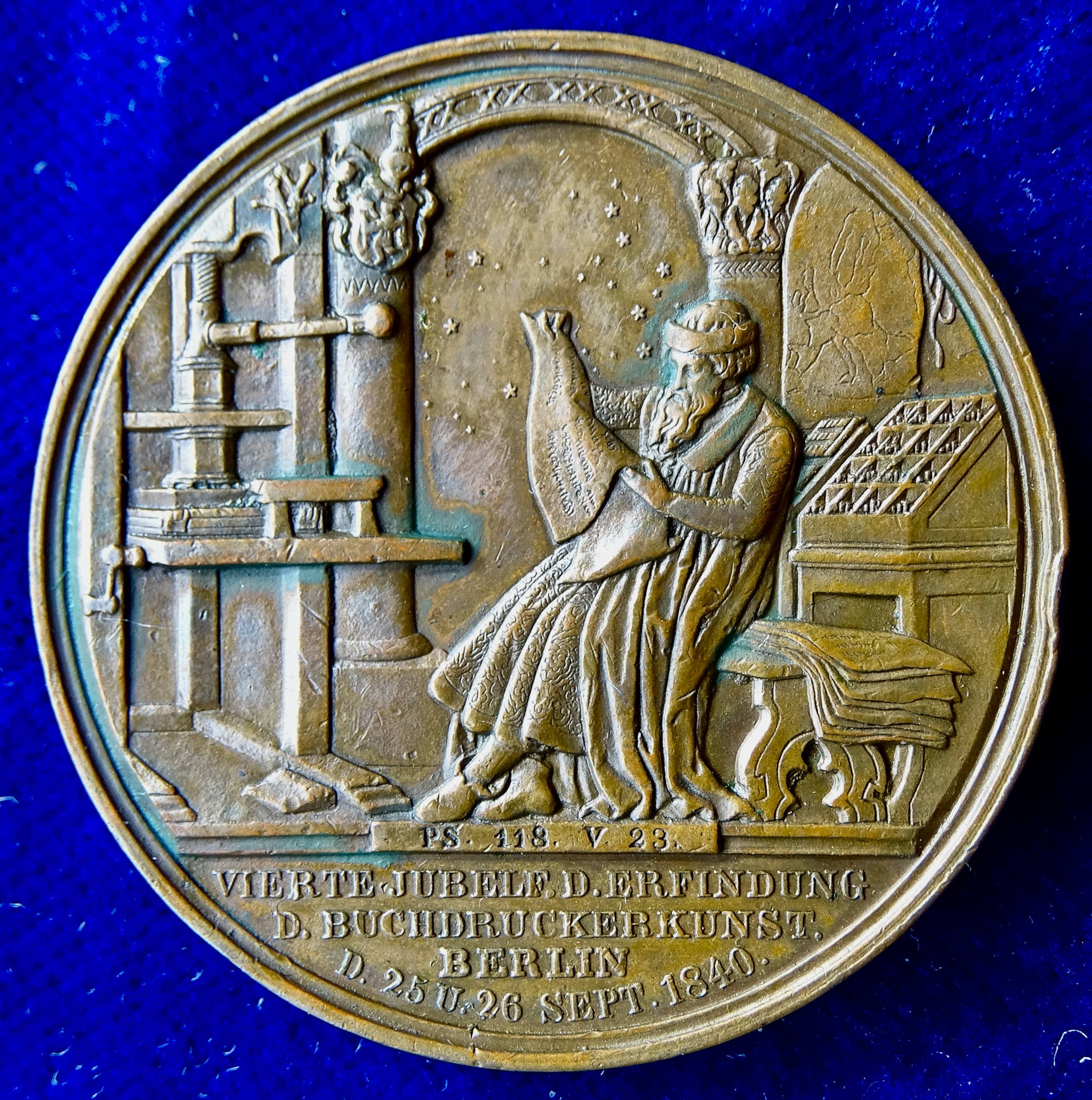
Medaille von König, Rückseite: Gutenberg sitzend bei seiner Druckerpresse
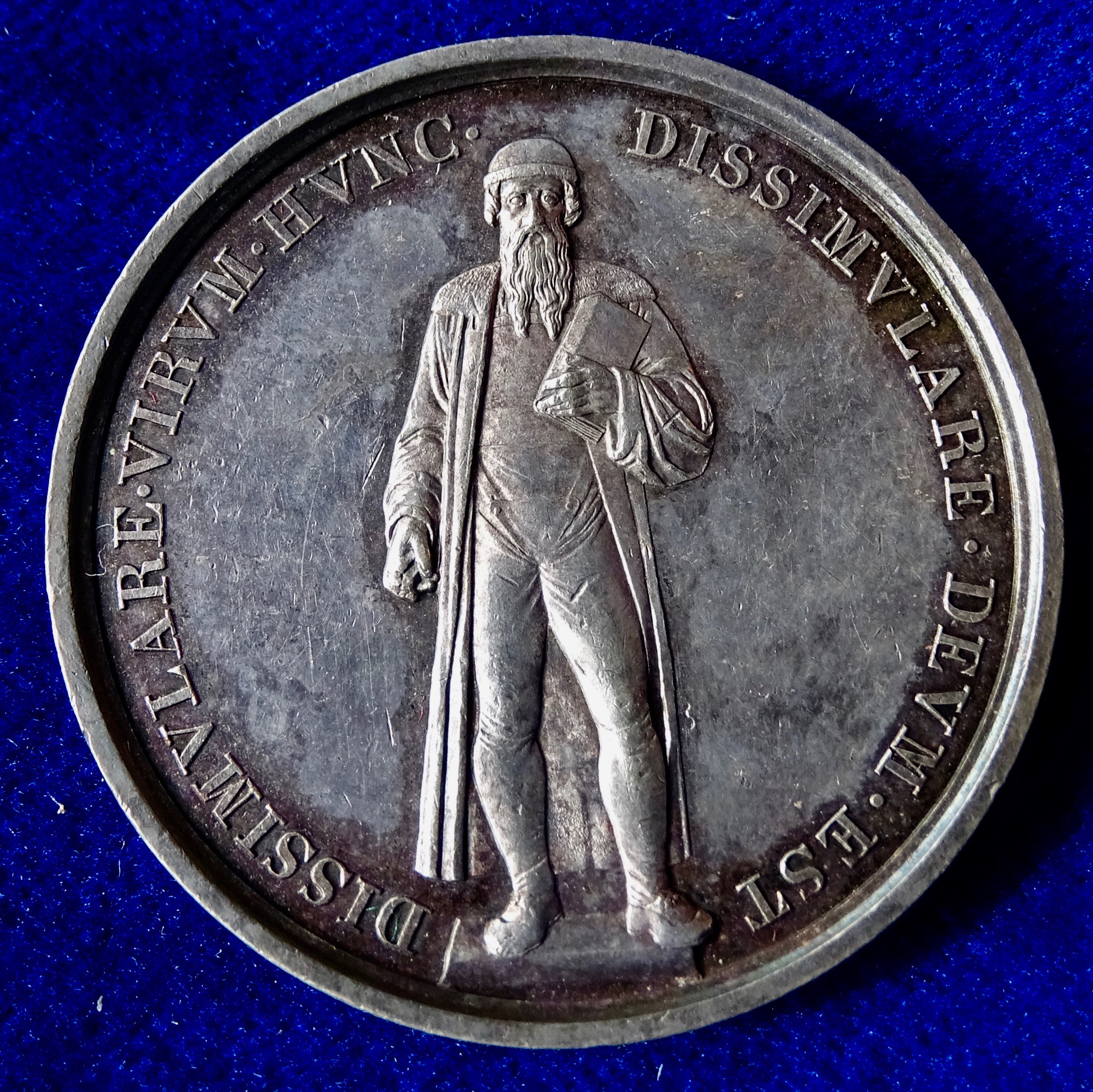
Medaille des Medailleurs Neuss, Vorderseite: die Figur des Denkmals in Mainz

### Denkmäler
- Gutenberg-Denkmal in Mainz

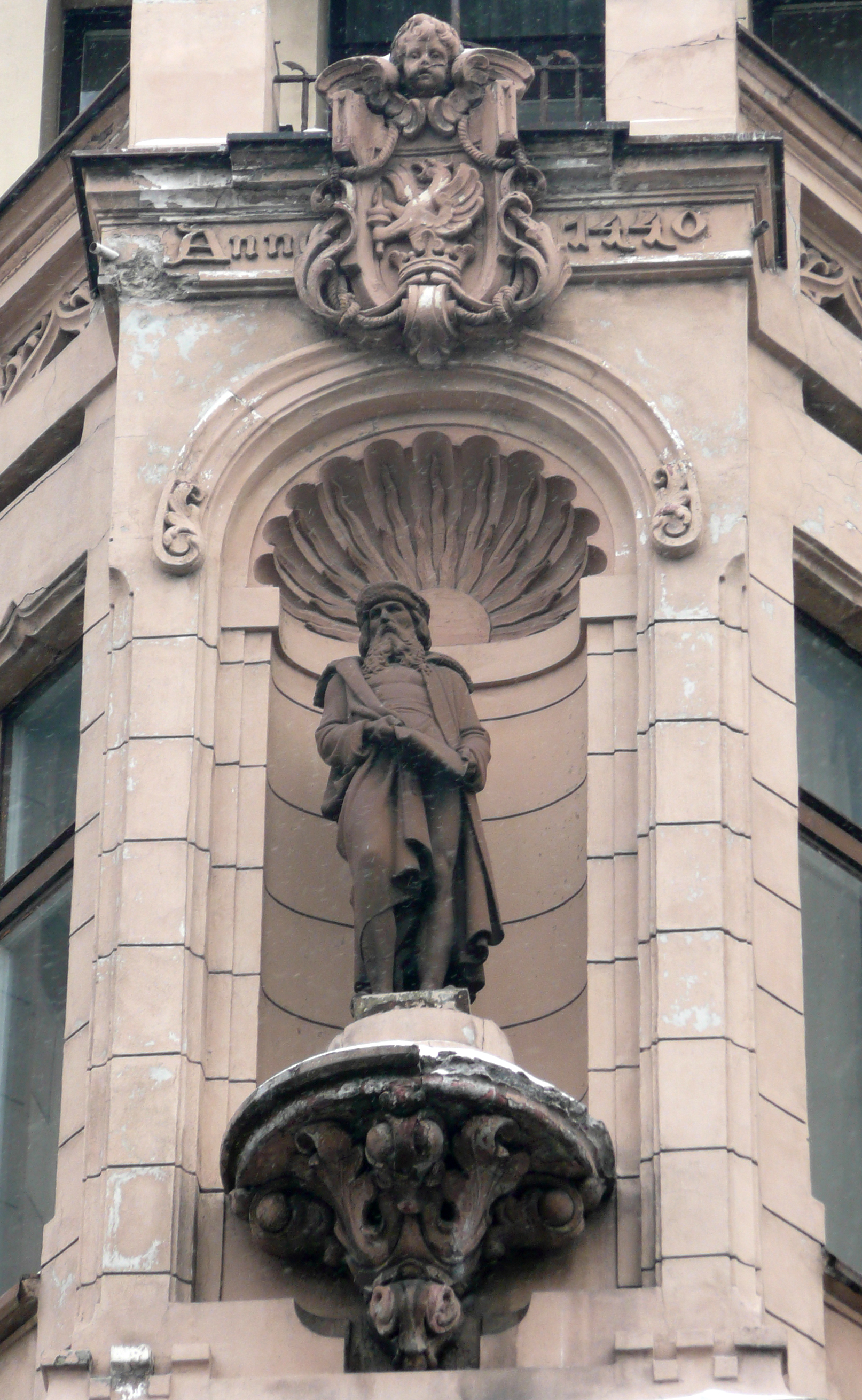
Gutenberg-Statue in Łódź

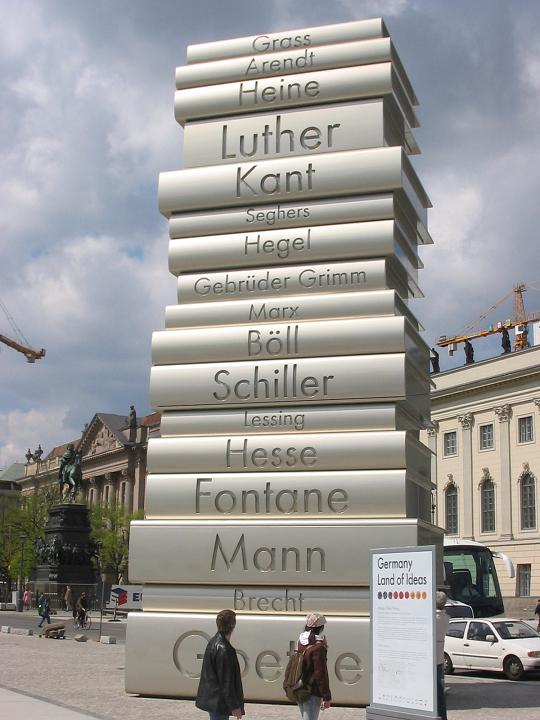
Ein temporäres Gutenberg-Denkmal: die Skulptur Der moderne Buchdruck auf dem Berliner Walk of Ideas 2006

- Gutenberg-Denkmal in Frankfurt am Main
- Gutenberg-Denkmal in Straßburg (siehe Bild oben)
- Gutenberg-Statue am Eingangsportal der Hessischen Landesbibliothek in Wiesbaden
- Gutenberg-Statue in Łódź (siehe Bild rechts)

Weitere Gutenberg-Denkmäler befinden sich unter anderem in Hameln, Hannover, Magdeburg, Danzig und Wien.

### Benennungen nach Gutenberg
- 1914: Entdeckung des Asteroiden, der als (777) Gutemberga benannt wurde
- 1935: Benennung des Mondkraters Gutenberg[19]
- 1946: Wiedergründung der Universität Mainz als Johannes Gutenberg-Universität Mainz
- Seit 1946: Gutenberg-Stipendium der Stadt Mainz
- Seit 1959: Gutenberg-Preis der Stadt Leipzig für Persönlichkeiten oder Institutionen, die sich um die Förderung der Buchkunst verdient gemacht haben
- Seit 1968 (Gutenbergjahr, 500. Todestag): Gutenberg-Preis der Stadt Mainz und der Internationalen Gutenberg-Gesellschaft für hervorragende Leistungen auf dem Gebiet der Druckkunst
- Seit 2000: Johannes Gutenberg-Stiftungsprofessur an der Universität Mainz
- Zahlreiche Plätze und Straßen wurden nach Gutenberg benannt (vgl. Gutenbergplatz)
- Pflanzengattung Gutenbergia Sch.Bip. aus der Familie der Korbblütler (Asteraceae)[20]

### Weitere Würdigungen
- Michael H. Hart stellte in seinem Buch Die 100 einflussreichsten Persönlichkeiten der Menschheitsgeschichte (1978) Gutenberg auf Platz 8.
- 1998 wählten US-amerikanische Journalisten Gutenberg zum „Man of the Millennium“, also zur wichtigsten Person des zweiten Jahrtausends.
- 2021 wurde Gutenberg mit einem Google-Doodle geehrt.[21]

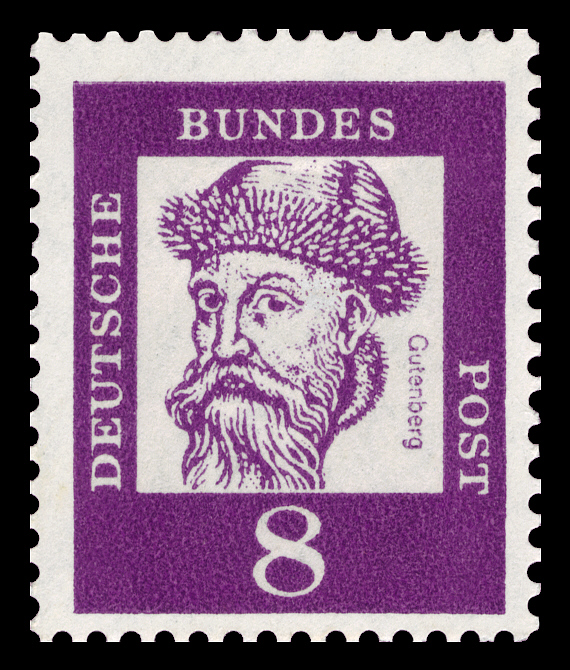
Briefmarke der Deutschen Bundespost (1961) aus der Serie Bedeutende Deutsche
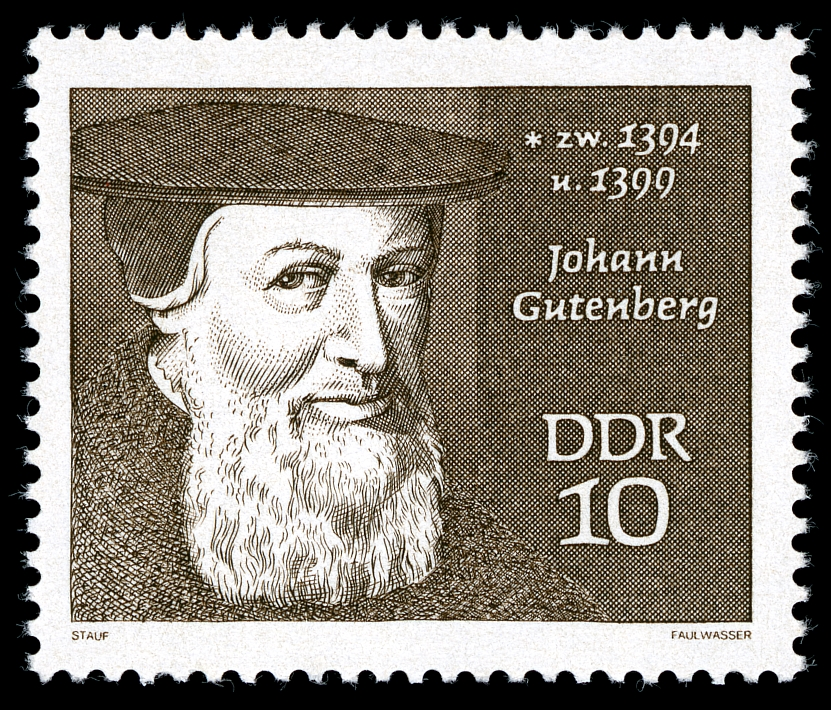
Briefmarke der DDR-Post von 1970 aus der Serie Berühmte Persönlichkeiten
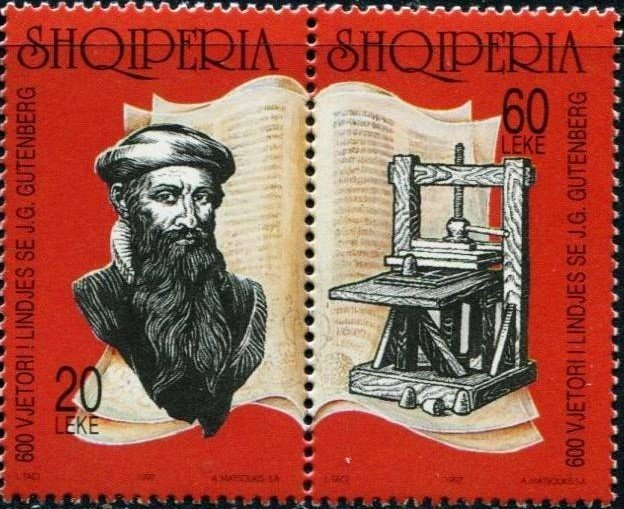
Albanische Briefmarke (1997)